# سلطان‌تیمیروو
سلطان‌تیمیروو (انگلیسی: Sultantimirovo) یک شهرک در شهرستان زیلایرسکی استان باشقیرستان کشور روسیه است.